# Вештачко старење
Вештачко старење (енглески „Burn in test“) је поступак који се спроводи у процесу испитивања квалитета различитих уређаја, на пример електронских.
Уређаји и материјали се излажу повишеним температурама у задатом временском периоду.
Примећено је па је и познато да рад уређаја под повишеним температурама скраћује век и да рад једног електронског уређаја на повишеној температури (нпр 45 Ц) од месец дана одговара раду уређаја од три месеца на 20Ц. 
Исто тако, статистички је познато, да се највећи број кварова дешава у почетку рада уређаја и на крају радног века истог. Види слику „Крива каде“ која је добила име јер подсећа на попречни пресек каде за купање. Због тога и постоје гарантни рокови.
Отклањање кварова у просторијама произвођача је далеко мањи трошак од поправке на лицу места рада опреме (транспорт, путни трошкови радника који отклања квар, укупно утрошено време за отклањање квара, негативна реклама...).
Због тога се нови и исправни уређаји пре испоруке излажу посебним тестовима да би се евентуални кварови појавили још у фабрици произвођача и одмах отклонили. Један од таквих типичних кварова је хладан лем.
Сам поступак се састоји у смештају опреме у одговарајуће клима ормане где се излажу повишеним температурама. 
Оквирно за активне електронске компоненте – интегрална кола, транзисторе, диоде... време излагања је и до две недеље а температура је до 70 Ц. Штампане плоче са монтираним елементима се стављају на +55 Ц неколико дана. Док се комплетни уређаји оптерећују до 40 Ц у трајању око 48 сати. Испитивање може бити „под напоном“ што значи да је уређај у раду или без присуства напајања уређаја.
Овакви поступци се спроводе пре свега за опрему професионалног квалитета а посебно за опрему која је намењена армији и која ће бити изложена теренским условима.